# 갈풀
갈풀은 벼과의 여러해살이풀로 학명은 Phalaris arundinacea이다.

## 분포
주로 북반구 온대에서 난대에 분포하며 들이나 물가의 풀밭에서 자란다.

## 특징
뿌리줄기가 옆으로 뻗으면서 번식하며, 대는 높이 70- 180cm로 곧게 자란다. 잎몸은 길이 20-30cm, 나비 12mm 정도이다. 잎집은 막질이며 3-4mm이다. 원추꽃차례는 이삭 모양이고 길이 15cm 정도이며 6월에 꽃이 핀다. 작은이삭이 짧은가지에 빽빽이 늘어서고, 작은이삭은 길이 4-5mm이며 좌우로 납작하고, 가운데에 완전한 꽃이 1개 있다. 포영은 막질로 되었고 길이 3-3.5mm이며 3개의 맥이 있다. 결실성 외영은 길이가 3mm 정도이고 털이 있으며 내영을 싼다. 불결실성 외영은 털이 있고 길이 1mm 정도이며 수술은 3개이다.

## 이용
열매는 10월에 익으며 소먹이 풀로 많이 이용된다.

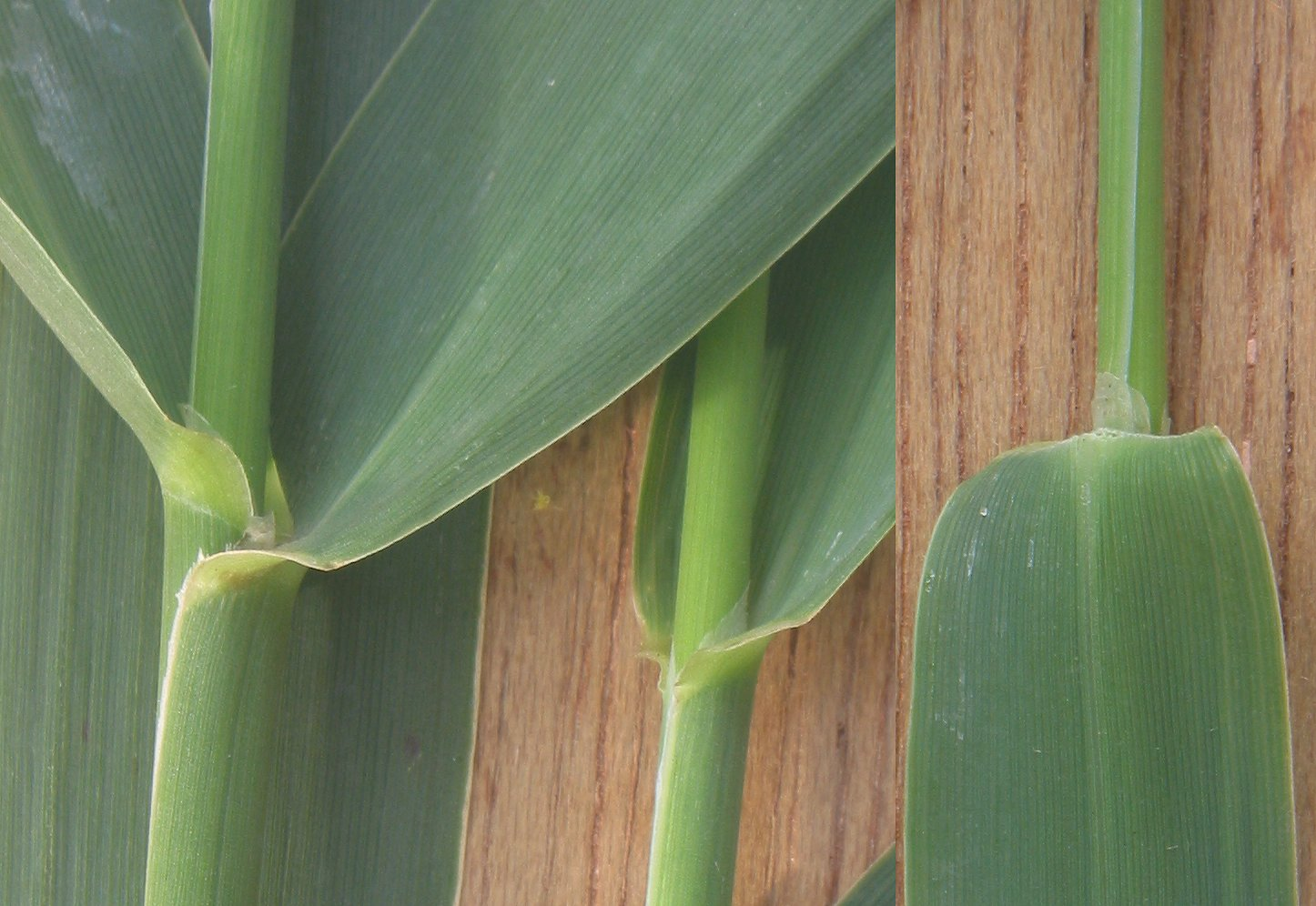
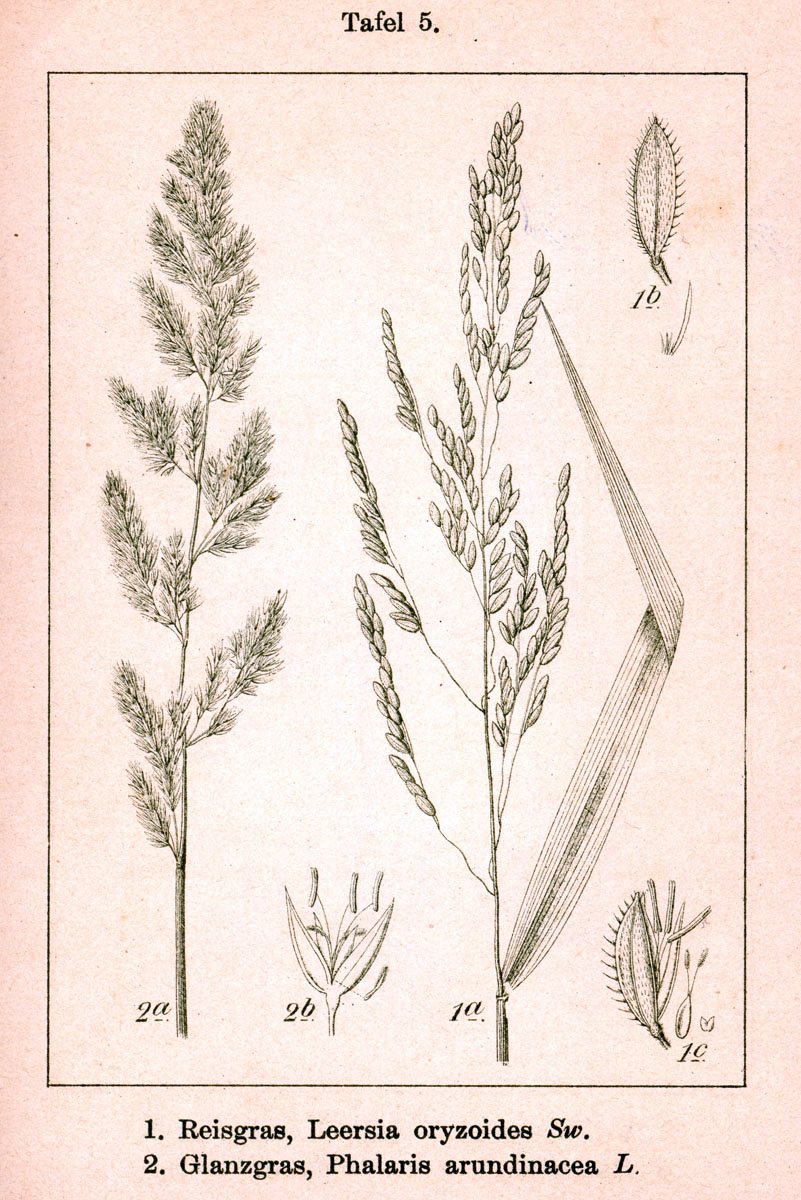
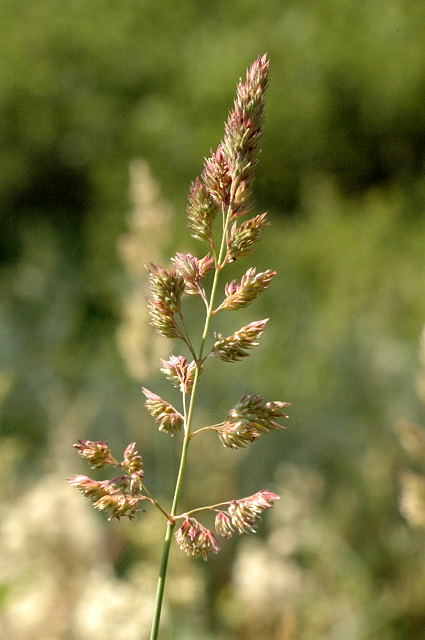
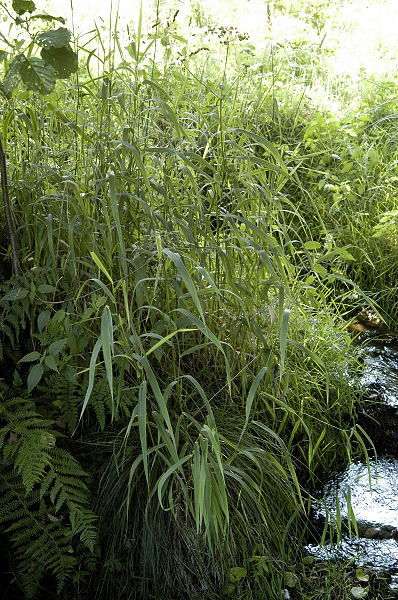
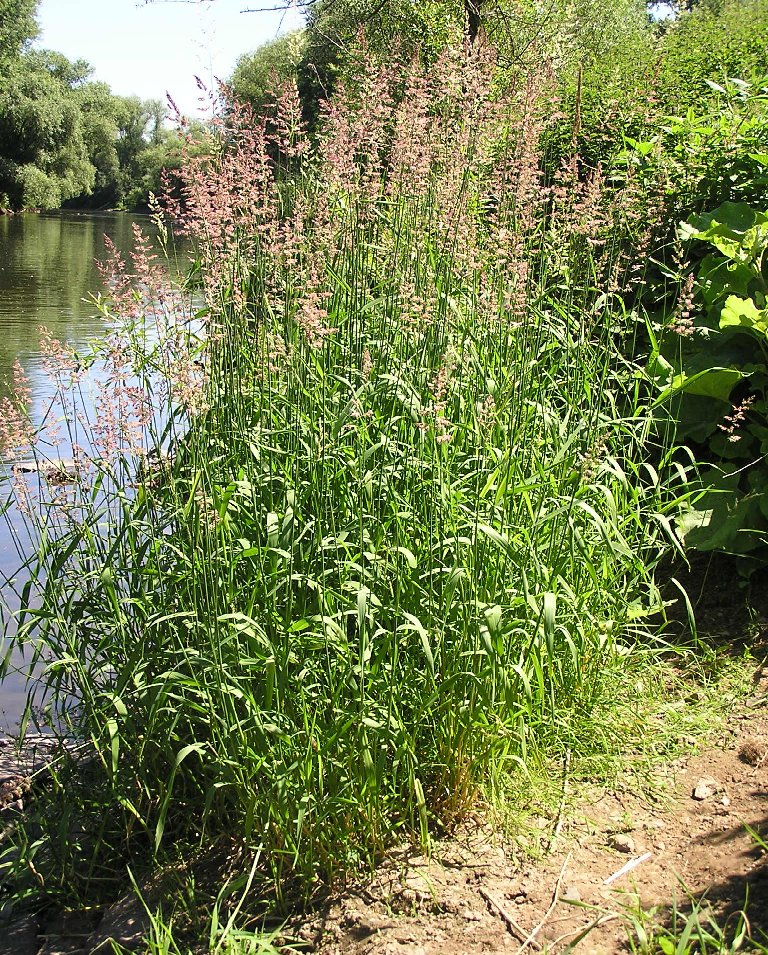
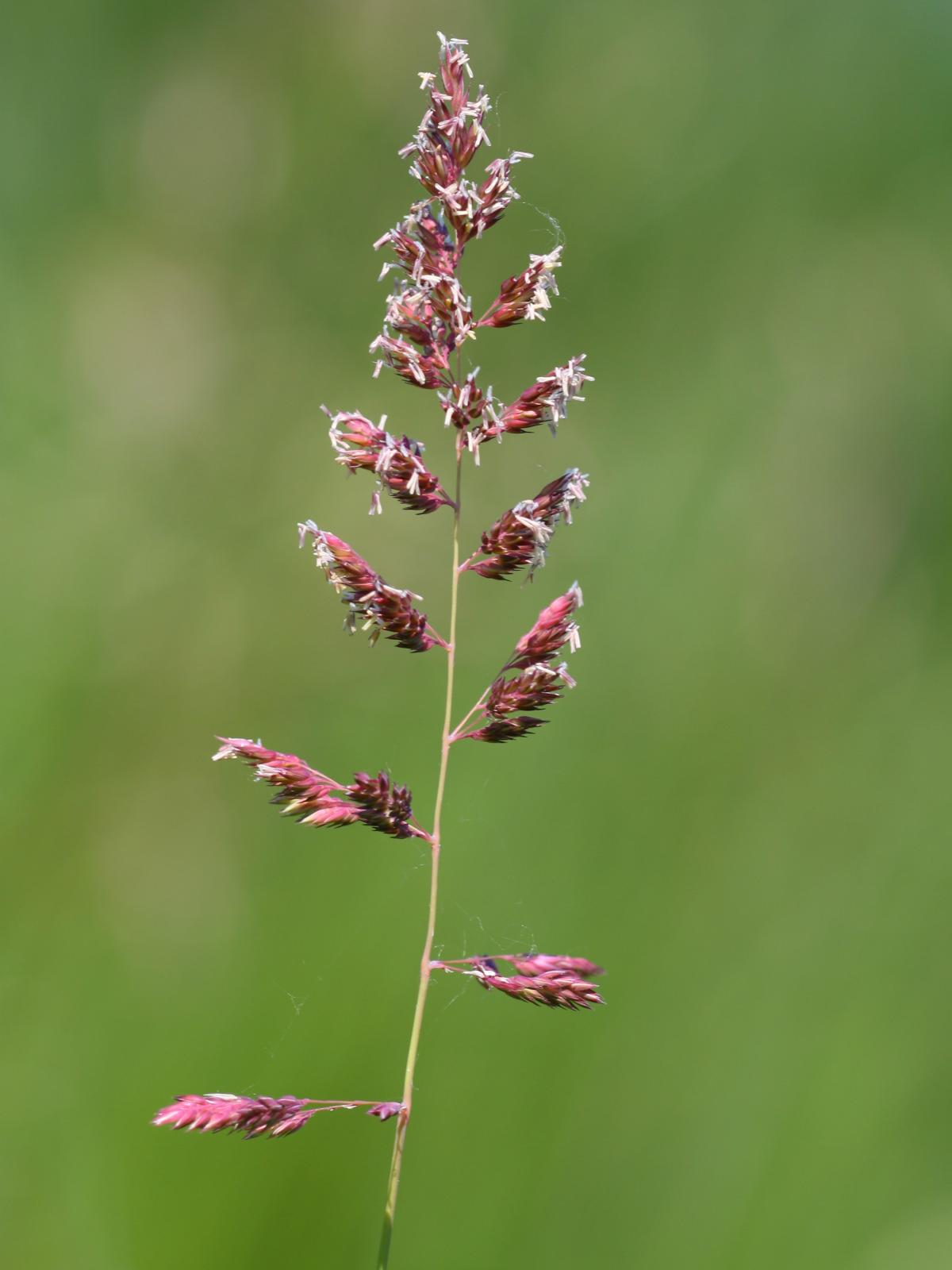
Infloresence
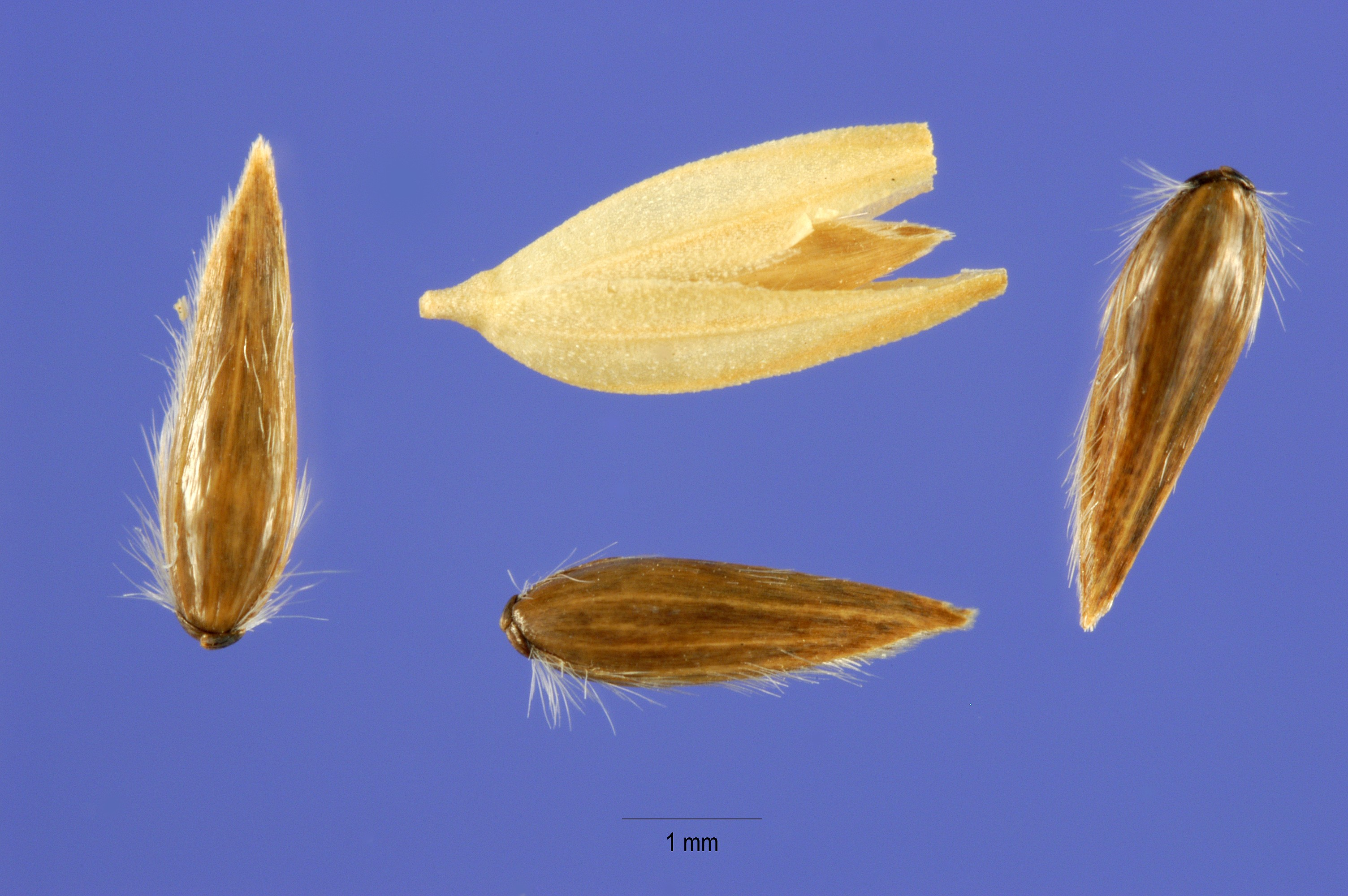
Seeds
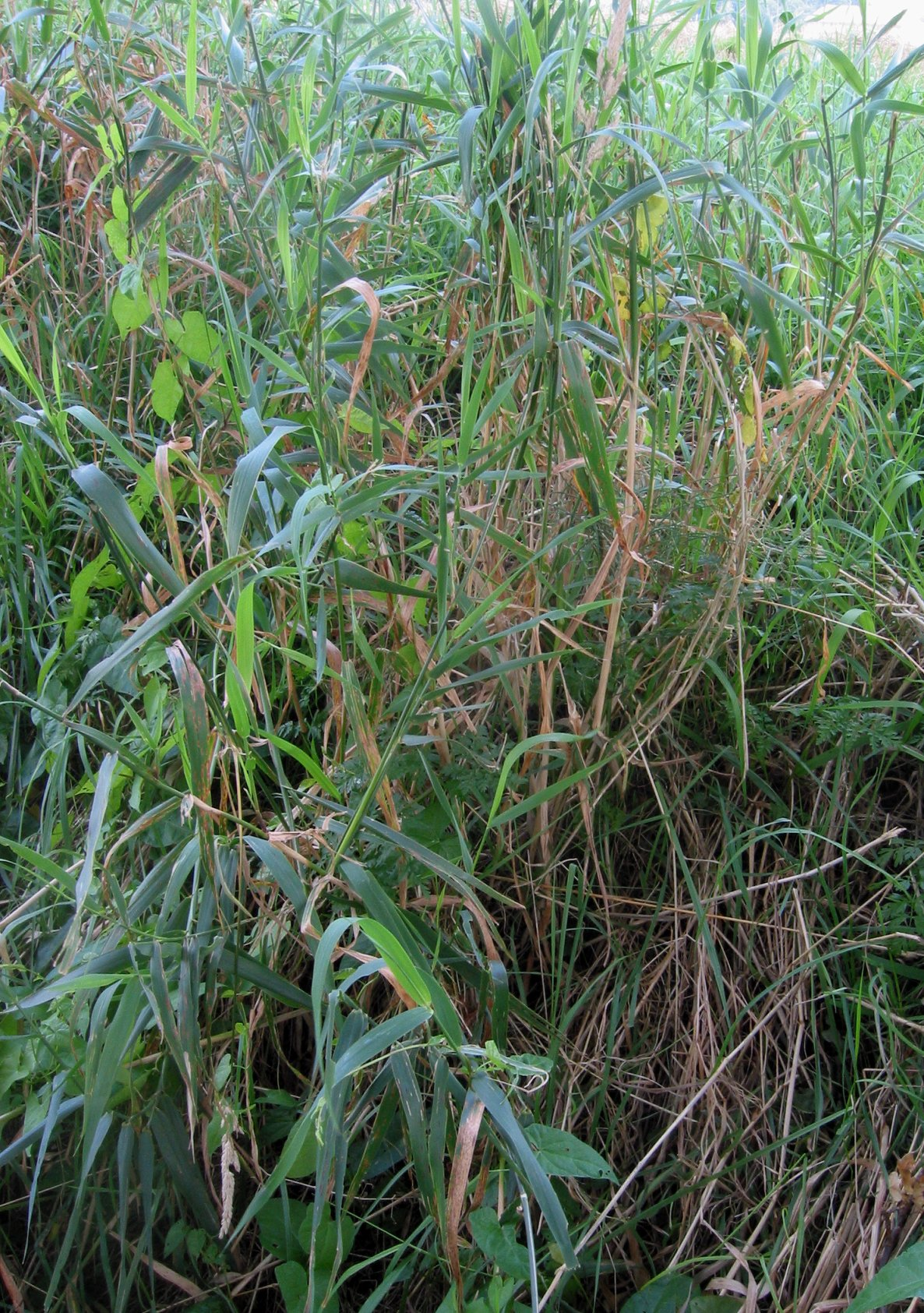

## 참고 문헌
- 이 문서에는 다음커뮤니케이션(현 카카오)에서 GFDL 또는 CC-SA 라이선스로 배포한 글로벌 세계대백과사전의 내용을 기초로 작성된 글이 포함되어 있습니다.